# Eduard Handwerck
Johann Jakob Eduard Handwerck, auch Handwerk, (* 21. Mai 1824 in Kassel; † 11. März 1883 ebenda) war ein deutscher Pferdemaler, Maler, Zeichner, Lithograf und  Grafiker.

## Leben
Handwerck war der Sohn eines Buchdruckers und erhielt zunächst eine Ausbildung als Lithograf. In den 1840er Jahren war er als selbständiger Lithograf tätig und schuf u. a. zahlreiche Bildnislithographien. 1848 studierte Handwerck an der Kasseler Kunstakademie, bei Ludwig Emil Grimm (1790–1863) und Friedrich Wilhelm Müller (1801–1898) Malerei. Bereits 1847 wurde er mit einer Medaille ausgezeichnet. Mit einem kurfürstlichen Reisestipendium besuchte er 1854 und 1855 die Kunstakademien in Düsseldorf, Antwerpen und Paris und ließ sich nach seiner Rückkehr endgültig in Kassel nieder. Er übernahm 1859 das Amt eines Konservators des Kunstvereins für Kurhessen, das er bis zu seinem Tode innehatte. Für den Kunstverein war er auch für die Organisation von Kunstausstellungen zuständig. An der Gründung des Kasseler Kunsthauses hatte er maßgeblichen Anteil.

## Werk
Mehrere Arbeiten belegen Studien in der hessischen Schwalm und im Umfeld der Willingshäuser Malerkolonie wie die Lithographie Zwei Schwälmerinnen von 1860. Mit ausgeprägter Beobachtungsgabe und nach intensiven Studien widmete er sich vor allem Pferdedarstellungen, wie Das 2. Hessische Husarenregiment im Gefecht bei Gundershoffen 1870 oder Die Offiziere der hessischen Garde du Corps, aber auch Bildnissen, kleinformatigen und volkstümlichen Szenen, auch diese meist mit Pferdedarstellungen. Für die Nonnenkirche in Fulda schuf er 1869 ein Altarbild, Das Rosenwunder der Heiligen Elisabeth. Seine Arbeiten stellte der Künstler in Kassel (Heuernte bei Gewitter 1874, Ankauf des Kunstvereins), aber auch in Berlin vor (Die gute alte Zeit 1872). Sein letztes Bild zeigte ein lebendig gemaltes Hindernisrennen (1883). Eine Nachlassausstellung seiner Werke fand im Frühjahr 1883 in Kassel statt. Der Kunstverein der Stadt ehrte ihn 1924 anlässlich seines 100. Geburtstags postum mit einer Gedächtnisausstellung.
Werkauswahl
- Männliches Bildnis (1854): Kassel, Neue Galerie
- Bildnis eines bärtigen Herrn (1856)
- Bildnis Lisette Schmieder (1856)
- Die Zirkusreiterin (1865)
- Kurfürst Friedrich Wilhelm I. zu Pferde (1866)
- Ausbrechende Pferde vor einem Heuwagen (1874)
- Pferderennen (1883)